# Underworld: Rise of the Lycans
Underworld: Rise of the Lycans (titulada Underworld: La rebelión de los licántropos en España e Inframundo: La rebelión de los Lycans en Hispanoamérica) es la tercera película de la saga Underworld y precuela de las dos anteriores, Underworld y Underworld: Evolution. Dirigida por Patrick Tatopoulos, fue estrenada el 23 de enero de 2009 en Estados Unidos y su argumento se centra en los orígenes de la guerra entre los vampiros y los licántropos. La película en términos de cronología es una precuela de la primera película de Underworld.
En diciembre de 2005, el director de Underworld: Evolution, Len Wiseman, explicó que la saga fue concebida originalmente como una trilogía y anticipó que la creación de una tercera película dependería de la recepción por parte de la audiencia de la segunda entrega.

## Sinopsis
Dos décadas después de la creación de ambas especies, vampiros y hombres lobo (creadas cada una por los inmortales Marcus y William Corvinus, respectivamente). Viktor que es la máxima autoridad de la comunidad vampira en esta época, fue informado de que en sus calabozos había nacido un bebé con forma humana del vientre de una madre mujer lobo. A esta nueva variedad de hombre lobo, se le llamó posteriormente "Lycan" (diminutivo de Licántropo).
Viktor cría al niño en su palacio como su esclavo más preciado, y le llama Lucian. Le coloca en su cuello una correa asegurada con llave que al cerrarse se le incrusta un colmillo de plata para evitar su transformación. A la vez lo adiestra en las técnicas de combate a lo largo de su niñez y adolescencia. Luego multiplica la raza de licántropos haciendo que Lucian muerda a varios seres humanos, los cuales también serán esclavizados con el mismo método de la correa. Estos "licántropos" se convirtieron en los esclavos perfectos y sumisos de los vampiros, haciendo para sus amos todos los trabajos pesados del palacio de Viktor y en el día protegiendo al palacio de los ataques continuos de los feroces "hombres lobos de raza pura" descendientes de William Corvinus (que siempre mantienen su apariencia de hombres lobo toda su vida y que no son mestizos, que pueden transformarse en humanos y lobos como Lucian y sus hermanos "licántropos").
Al hacerse adulto, Lucian se convierte en el herrero del palacio y logra forjar una llave maestra para abrir las correas de los licántropos, aunque no la usa por respeto y obediencia a sus amos, los vampiros.
Sonja la hija de Viktor, princesa y futura líder del clan vampiro, mantiene un romance clandestino con Lucian, ellos son descubiertos por Tanis, historiador de los vampiros (el cual aparece en la segunda película Underworld Evolution con el nombre de Andreas Tanis) quien espera el momento propicio durante la trama para usar dicha información. De todos modos Tanis le hace saber a Lucian que conoce su secreto, y Lucian se lo informa a Sonja.
Sonja, (como muchas veces), una noche sale del palacio en contra de la voluntad de su padre para escoltar a unos nobles humanos que vienen de visita. Al llegar al lugar donde se encuentra la caravana de visitantes, llega justo a tiempo para contener un mortal ataque de los hombres lobos salvajes. Sin embargo, los lobos son demasiados y casi sucumben ella y todos sus guerreros, de no ser porque Lucian, que presintió la masacre, roba un caballo y corre tras ella, ayudándola en el combate. Le salva la vida en dos oportunidades, hasta que, siendo demasiados los hombres lobos, decide abrir la correa de su cuello, transformándose inmediatamente, y de un aullido ensordecedor logra hacer retroceder a la jauría de asesinos quienes le obedecen sorprendentemente. 
Por este motivo, Viktor y el consejo de vampiros lo juzgan y le condenan a recibir decenas de latigazos lacerantes y cortantes en su espalda, también es condenado a muerte por representar un peligro de convertirse en conspirador y posible jefe de una rebelión futura de los licántropos. 
Sonja le pide a Tanis (quien es el depositario de la llave maestra que abre las correas de los licántropos) que le facilite a Lucian tal llave para que pueda escapar antes de ser ejecutado al día siguiente. Entonces Tanis le pide a cambio a la joven princesa, un puesto en el Consejo de los Vampiros. Ella se lo otorga, y Tanis le hace el favor.
Lucian junto con un grupo de licántropos escapan del castillo, luego Lucian convence a la primera raza de hombres lobo a luchar a su favor. 
Viktor al sospechar que Sonja ayudó en el escape de Lucian, la muerde en el cuello (al probar la sangre de otro inmortal se pueden ver sus recuerdos) y descubre que ella y Lucian están enamorados y son amantes. Herido en su amor propio la hace prisionera para atraer a Lucian.
Al enterarse, Lucian va en su rescate, la saca de su celda y tratan de escapar por las catacumbas. Viktor ordena incendiar los túneles, y al salir, ambos empiezan una pelea contra Viktor y su ejército. Por la desigual lucha, Lucian y Sonja son derrotados, y Viktor, al darse cuenta de que Sonja está embarazada de Lucian, la condena a muerte exponiéndola al sol y fuerza a Lucian a verla morir. 
Viktor al entrar en la torre de ejecución, es atacado por Lucian transformado en hombre lobo para arrebatarle el relicario de Sonja. Luego Lucian inicia la huida del castillo pero solo llega hasta los muros del castillo, donde se encuentra atrapado por varias las flechas de plata de los arqueros vampiros. 
Lucian llama con un aullido a los hombres lobo de William que están escondidos en el bosque, y con ellos también vienen los licántropos que huyeron del palacio con él. Así comienza la primera batalla donde los licántropos y hombres lobo resultan ganadores. 
Lucian es encontrado herido por Raze, el licántropo que es la mano derecha de Lucian. Raze le arranca las flechas de plata de su cuerpo, y luego Lucian se recupera y persigue a Viktor por los pasajes subterráneos hasta alcanzarlo y pelean hasta que Lucian le clava la espada en la boca de Viktor, y este cae aparentemente muerto al fondo un pozo. 
El maltrecho Viktor es rescatado por Tanis quien tenía preparado, por orden de Viktor, un barco de escape especial para vampiros. Escapan en el barco Viktor, Marcus y Amelia hacia un lugar seguro para iniciar la guerra contra los licántropos.

## Reparto
- Michael Sheen, como Lucian.
- Bill Nighy, como Viktor.
- Rhona Mitra, como Sonja.
- Steven Mackintosh, como Andreas Tanis.
- Kevin Grevioux como Raze.
- David Ashton, como Coloman.
- Jared Turner, como Xristo.